# Linux Format
Linux Formatとはイギリスで最初に創刊され、現在一番売れているLinux雑誌である。イギリスだけでなく世界中の多数の国にも広まっている。PC Plus、.netと言った多数のコンピュータ雑誌を手がけるフューチャー・パブリッシングが発行している。Linux Formatは一般にLXFと略されており、雑誌ナンバーを表す場合に番号の前に付けられる（例として102号の場合はLXF102と表現される）。年に13回発行される。
Linux FormatではユーザーがLinuxオペレーティングシステムや関連ソフトウェアアプリケーションを使うスキルを磨くための長期シリーズ記事や複雑で実践的なチュートリアル記事が定期的に登場する。また、読者による投稿も歓迎される。
イギリスではLinux Magazineの英語版とLinux User and Developerと競合している。

## 内容
他のコンピュータ雑誌と似たコンテンツも見受けられるが、Linuxオペレーティングシステムユーザー向けに特化する内容となっており、レビュー、ラウンドアップ、技術的記事、ユーザーのレベルに合わせたチュートリアルがある。
DVDが付録として付いており、Linuxディストリビューションのフルバージョンや自由ソフトウェアが収録されている。1999年にLinux Answersという名で1号限りのパイロット版が出版され、2000年5月に正式に創刊された。現在はイタリア、ギリシャ、ロシアで翻訳版が出版されている。雑誌は世界中に輸出され、主な輸出先のアメリカ合衆国ではバーンズ・アンド・ノーブルなど大手書店で販売されている。

## スタッフ
グラハム・モリソンが雑誌の編集に携わっている。他にジェームス・グレゴリー（編集次長）、エフレイン・ヘルナンデス＝メンドーサ（アートエディター）がいる。

## インターネット
Linux Formatの公式サイトでは読者が編集スタッフやライターとやり取りするためのフォーラムや、雑誌記事の幅広いリファレンスセクションがある。2009年2月に編集スタッフはTuxRadarを立ち上げた。TuxRadarは編集チームがネット上でLinuxに関するニュースを取得する主要な手段になったり、Linux Formatの公式サイトが多数派コミュニティの焦点になるように変更できるようになっている。